# Štěpán V. Uherský
Štěpán V. Uherský (maďarsky V. István, 1239/1240?, Budín – 6. srpna 1272, Csepel-sziget) byl uherský král z dynastie Arpádovců.

## Život
Starší ze dvou synů krále Bély IV. a Marie z rodu byzantských Laskaridů byl již roku 1253 oženěn s Alžbětou, dcerou kumánského chána Kuthena. Ze srdce nenáviděl českého krále Přemysla Otakara II., který byl přitom manželem jeho neteře Kunhuty, a válčením proti němu strávil většinu svého krátkého života. Společně s otcem se roku 1260 zúčastnil bitvy u Kressenbrunnu.
| „                  | ... král soustředil léta Páně tisícdvěstěšedesát se svým synem Štěpánem a s kumánským vévodou Alprem blízko Moravy početné vojsko, které mínilo zaútočit proti českému králi Otakarovi. Ale třináctého července utrpěl porážku a utekl k Hainburgu | “ |
| — Dubnická kronika | |   |

I po porážce Štěpán odmítal mírová ujednání a nakonec mu byl otec přinucen postoupit k vládnutí části území, které přímo nesousedily s územím Přemysla Otakara II.
Od roku 1262 byl mladším králem, provozoval svou vlastní politiku a fakticky si oddělil východní část Uherska, kde razil i vlastní mince. Na jaře 1266 uzavřel s otcem mírovou smlouvou, kdy na otcově straně byl jako spojenec jmenován Štěpánův mladší bratr Béla a také synovec Béla Mačevský.
Králem Uherska se Štěpán stal roku 1270, po otcově smrti. Dál vedl jakousi válku s Přemyslem Otakarem, která nakonec skončila smírem, který ovšem vyzněl přece jen úspěšněji pro Přemysla. Zemřel již roku 1272 a byl pohřben v dominikánském klášteře na Zaječím (Markétině) ostrově.

## Potomci
- Alžběta Kumánka (1255?–1313) – manžel Záviš z Falkenštejna (1 syn), 2. manžel Štěpán Uroš II. (církevně neuznáno)
- Kateřina Uherská (1256? – po 1314) – manžel Štěpán Dragutin Sremský; potomci vládli v Bosně a krátce i v Srbsku
- Marie Uherská (1257–1323) – manžel Karel II. Neapolský; 14 dětí, jejichž potomci se mj. stali uherskými králi ve 14. století (rod Anjou), dále králi francouzskými (rod Valois), španělskými (Trastámara) a dalšími
- Anna Uherská (1260?–1281) – manžel Andronikus II. Palaiologos; 2 synové; jejich potomci byli byzantskými císaři až do pádu říše roku 1453
- Ladislav IV. Kumán (1262–1290), následník trůnu – manželka Isabela z Anjou; bez legitimních potomků
- Ondřej (1268–1278)